# 고창군 (1963년 선거구)
고창군은 대한민국의 옛 국회의원 선거구이다. 당시 전라북도 고창군 지역을 관할했다.

## 역사
제6대 국회의원 선거를 앞두고 고창군 갑, 고창군 을 선거구가 통합되면서 신설되었다.
제9대 국회의원 선거를 앞두고 부안군 선거구와 통합되어 고창군·부안군 선거구를 구성하게 되면서 폐지되었다.

## 역대 국회의원
| 선거   | 정당 | 정당       | 의원   |
| ------ | ---- | ---------- | ------ |
| 1963년 |      | 민정당     | 김상흠 |
| 1967년 |      | 민주공화당 | 신용남 |
| 1968년 |      | 대중당     | 신용남 |
| 1971년 |      | 신민당     | 진의종 |

## 역대 선거 결과

### 대한민국 제6대 국회의원 선거
|  | 28.63% |

|  | 28.37% |

|  | 16.10% |

|  | 12.62% |

|  | 5.56% |

|  | 3.74% |

|  | 2.61% |

|  | 2.33% |

### 대한민국 제7대 국회의원 선거
|  | 56.68% |

|  | 39.44% |

|  | 1.80% |

|  | 1.26% |

|  | 0.80% |

### 1968년 대한민국 재보궐선거
신용남 의원의 사임으로 인해 치러진 1968년 대한민국 재보궐선거에서 대중당 신용남 후보가 당선되었다.

### 대한민국 제8대 국회의원 선거
|  | 62.51% |

|  | 35.28% |

|  | 2.20% |